# Dios los cría (banda)
Dios los cría fue una banda de rock de Argentina, de estilo denominado alternativo. Fue fundada en la ciudad bonaerense de Mar del Plata en el año 1993.

## Historia
Tras años de shows y presentaciones en su ciudad de origen, editan su primer trabajo discográfico, llamado simplemente Dios los cría en 1996. Este material fue producido por Tweety González (ex Soda Stereo) y editado por la compañía PolyGram. El álbum fue un éxito y obtuvo buena  respuesta, por parte del público como también de la crítica.
En ese mismo año (1996); la banda fue convocada para ser la que abriera los conciertos de Ozzy Osbourne y Megadeth, en la edición argentina de Monsters of Rock. Un año más tarde, repetirían el mismo suceso, abriendo los conciertos de Marilyn Manson y Beastie Boys. 
En 1998, editaron una producción limitada; la que contiene material en vivo y varios demos. Estas grabaciones serían más tarde registradas por la banda y lo editaron en 2000, con el título de  Dios.Com, siendo su segundo disco de estudio. En ese mismo año, la banda apareció en el festival de "Argentina en vivo", con una gran convocatoria. 
Gran parte de 1999 graban su mejor disco, llamado dios.com. A comienzos del año 2000, la agrupación padece cambios en su formación: su baterista fundador, Leo Parin, abandona el proyecto y es reemplazado por Mariano Mendoza. A mediados de ese mismo año, ingresa el bajista Alfredo Martínez en reemplazo de Fabián Onofri. En 2002, la banda abrió el show de los estadounidenses Red Hot Chili Peppers en el Estadio de River Plate y  los chilenos de La Ley en el Estadio Luna Park.
En 2003, la banda cumplía diez años de historia y editan su tercera producción titulada Álbum blanco, que contiene las canciones «Vendaval», «Mi especialidad» y «Sub-América».
En el año 2006, Dios los cría lanzan su cuarto trabajo de estudio, titulado Justo cuando nos estábamos quedando sordos. Este álbum fue grabado en los estudios Circo Beat, a cargo del ingeniero Gustavo Iglesias (productor de Babasonicos). Entre los éxitos de este disco, sobresalen las canciones: «Excepto lo que necesitás», «Sin domesticar», «La bestia» y «Nunca me acosté».
A partir de la década de 2010, la banda siguió un modelo actualmente en curso: no editar discos físicos, sino editar su música a través de internet. En diciembre de ese mismo año, lanza vía web, la canción «Mil noches de locura».
En 2013, lanzan 7 canciones vivas, un álbum compuesto por un único track con solo siete canciones grabados en vivo.
En agosto de 2014, la banda edita tras ocho año de silencio discográfico, su última producción llamada El sonido de los inevitable, compuesto por trece canciones y un bonus track. Mencionado anteriormente, la banda decidió seguir con la modalidad que ya hace tiempo adoptó; subir todo su material a la web, usando como eslogan: "El CD está muerto, la música, intacta". En las guitarras ya se encuentran Antonio Torres en líder, en reemplazo de Hugo Dintino , y Leo Pino en segunda. 
En mayo de 2016 DLC se toman un impasse. Duhalde anuncia que se aleja de la banda temporalmente.

"hace más de un año hicimos un show en Casa Rock (club de rock and roll marplatense) donde sólo tocamos canciones del primer álbum y de dios.com. La noche estuvo increíble y la gente terriblemente eufórica y encendida como hacía mucho tiempo que no pasaba. Todos se fueron felices, menos yo. Esa noche entendí que lo mejor de Dios los Cría había pasado. Apelar al recuerdo y sentimentalismo no me enorgullece como artista".
"Pato" Duhalde

## Discografía
- Dios los cría (1996)
- Dios.com (2000)
- Álbum blanco (2003)
- Justo cuando nos estábamos quedando sordos (2006)
- 7 canciones vivas (2013)
- El sonido de lo inevitable  (2014)